# Brampton, Ontario
Brampton är en kanadensisk stad i provinsen Ontario, och är belägen strax väster om Toronto. Den har 433 806 invånare (2006) på en yta av 266,71 km², varav 428 159 invånare bor i själva tätorten. Brampton är en del av Torontos storstadsområde, och är en av Kanadas snabbast växande städer med en ökning på 5,92 % per år mellan 2001 och 2006. Brampton fick sitt namn 1834, och fick officiell status som by, village, år 1853 som år 1873 uppgraderades till town, med vissa tillhörande stadsrättigheter. Det dröjde därefter till 1974 innan Brampton fick fulla stadsrättigheter, som city. En känd person ifrån Brampton är Michael Cera, bland annat känd från filmerna Supersugen och Juno.